# Ударний вертоліт

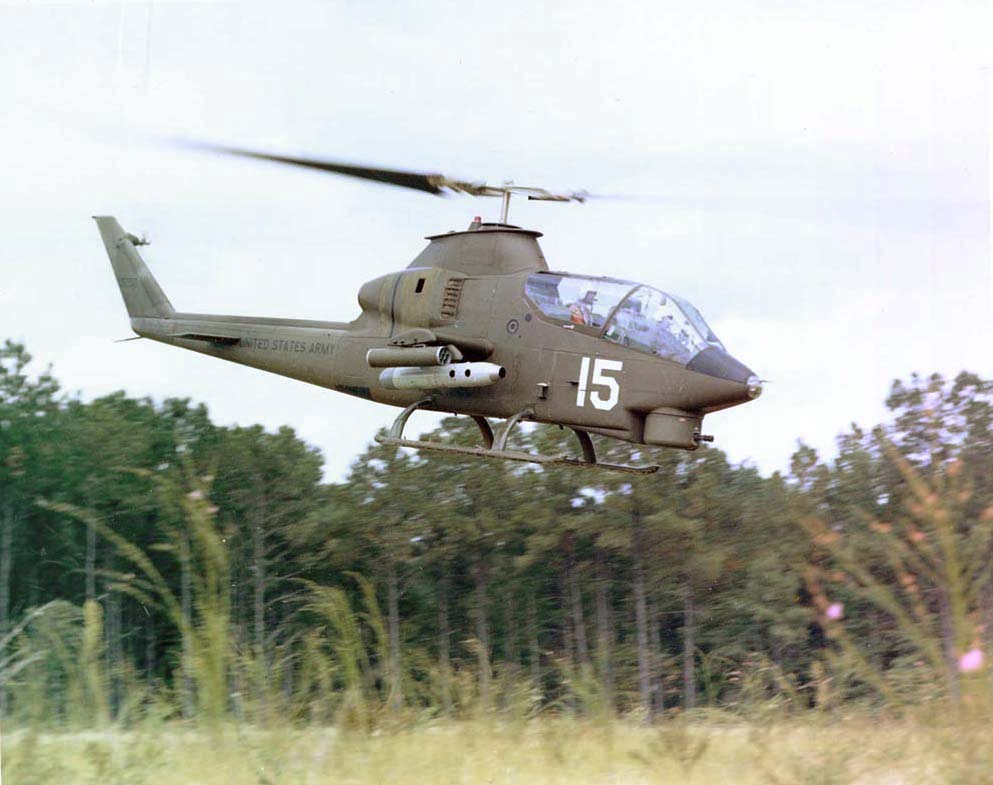
AH-1 Cobra — перший у світі спеціально спроєктований ударний вертоліт

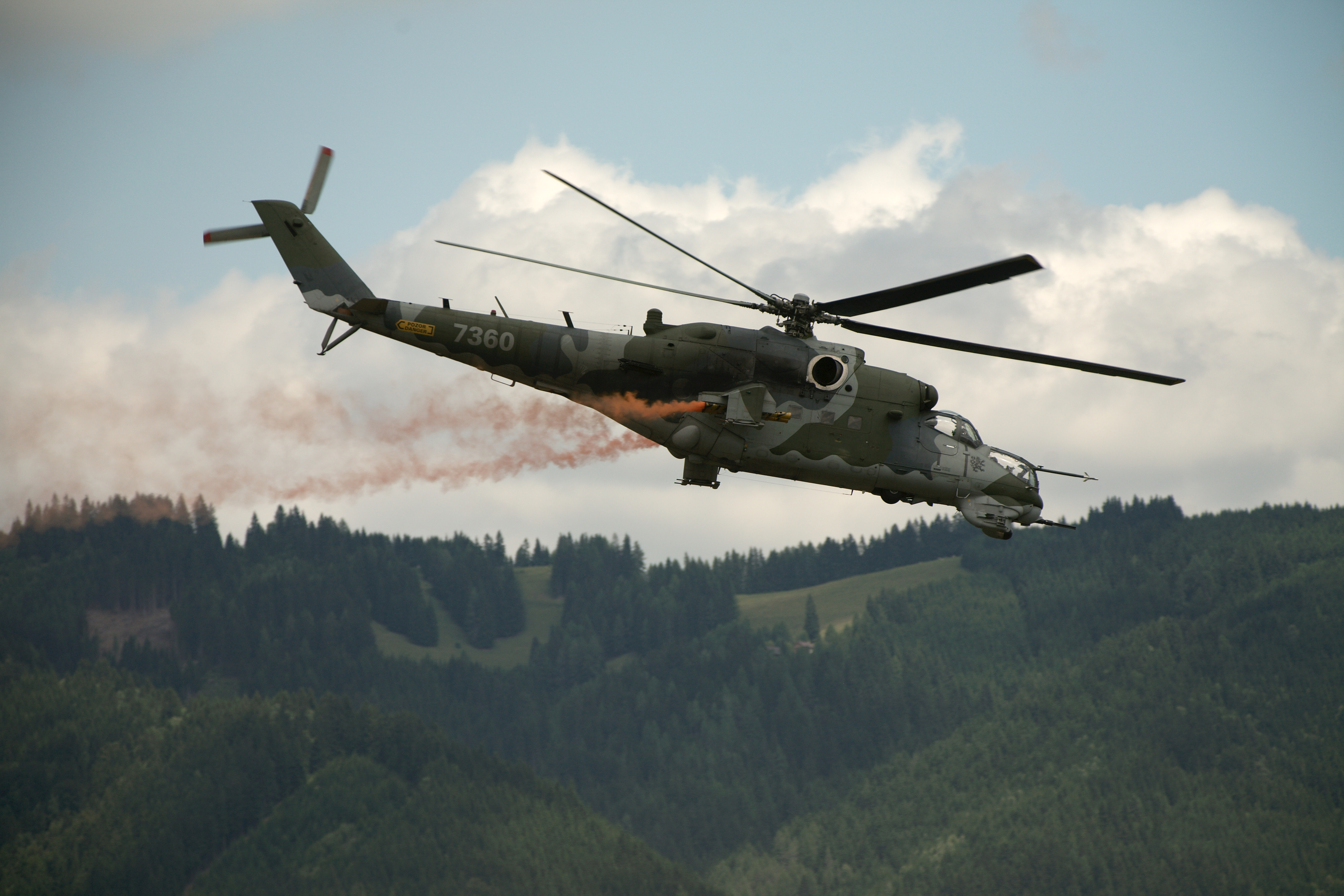
Мі-24 став другим у світі спеціалізованим ударним вертольотом

Ударний вертоліт — військовий вертоліт, який виконує функції штурмовика, здатний вражати цілі на землі (також їх називають штурмовими вертольотами).
Нині такий вертоліт має дві основні ролі:
- забезпечення прямої та точної авіапідтримки наземних військ;
- знищення бронетехніки.

Ударні вертольоти також використовуються в ролі розвідників.
Озброєння ударних вертольотів може містити ПТРК, високоточні ракети, кулемети, малокаліберні гармати. Деякі ударні оснащуються ракетами класу повітря-повітря, але лише для самооборони.
Існують, як спеціалізовані ударні вертольоти, такі як Мі-28 та Ка-50, так і змішаного типу, на зразок Мі-8АМТШ — транспортні вертольоти, оснащені ракетно-гарматним озброєнням.

## Технології перспективних вертольотів
Життєвий цикл більшості бойових вертольотів в країнах НАТО закінчується у 2030—2050 роках.
Серед вимог до технологій перспективних вертольотів невідкладними для реалізації фахівці визнають модульність конструкції, кіберзахист та гібридні технології двигунів. Серед групи пріоритетних технологічних напрямів фігурує зброя спрямованої енергії, інтеграція на борту вертольотів системи управління БПЛА для дії у складі пілотовано-безпілотних груп (Manned-Unmanned Teaming, MUMT), багатофункціональна розподілена апертура радіотехнічних систем та ін.

## Приклади
- AgustaWestland AW129
  -  TAI/AgustaWestland T129
- Bell AH-1 Cobra
  -  Bell AH-1 SuperCobra
  -  Bell AH-1Z Viper
- Boeing AH-64 Apache
  -  AgustaWestland Apache

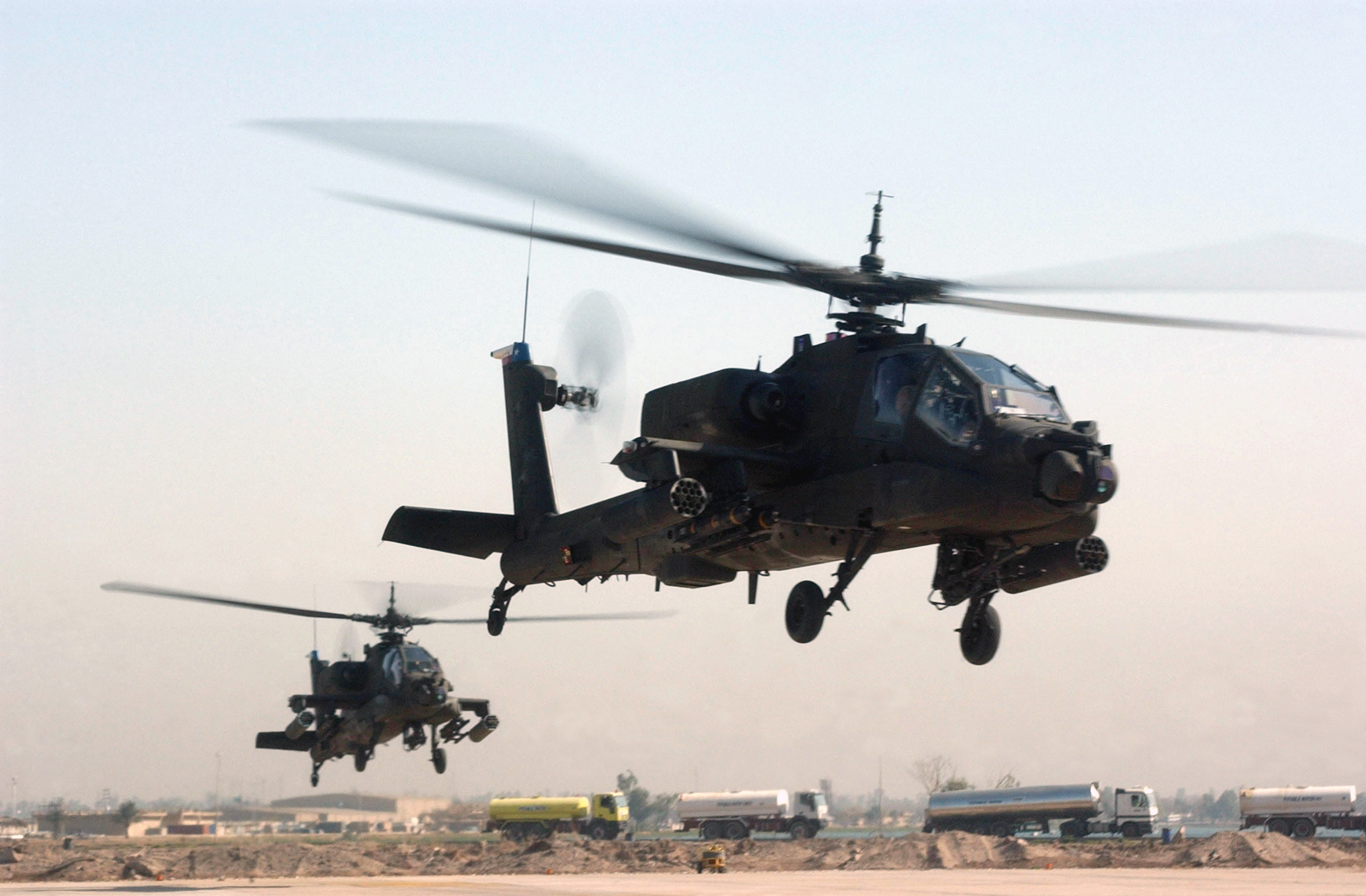
AH-64, вертоліт Армії США

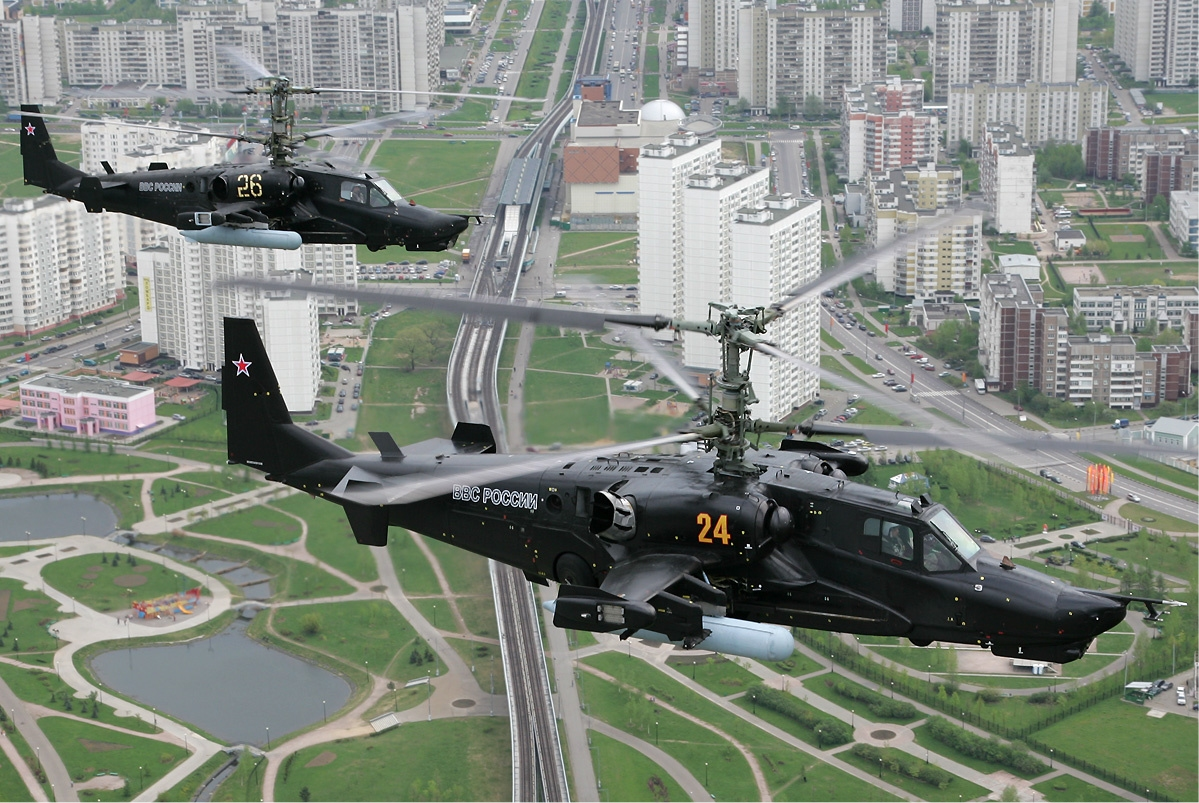
Ка-50 над Москвою

- Boeing–Sikorsky RAH-66 Comanche
- Bell ARH-70 Arapaho
- CAIC WZ-10
- Denel Rooivalk
- // Eurocopter Tiger
- HAL Light Combat Helicopter
- HAL Rudra
- Harbin Z-19
- IAR 317 Airfox
- Kawasaki OH-1
- PZL W-3PL Głuszec
- Ка-29 — вертоліт, який має в собі функції транспортника і штурмовика.
- / Ка-50
  -  Ка-52
- Мі-8АМТШ — вертоліт змішаного типу, має в собі функції транспортника і штурмовика.
- / Мі-24 — вертоліт, який має в собі функції транспортника і штурмовика.
- Мі-28